# Friedrich von Eyben (1699–1787)

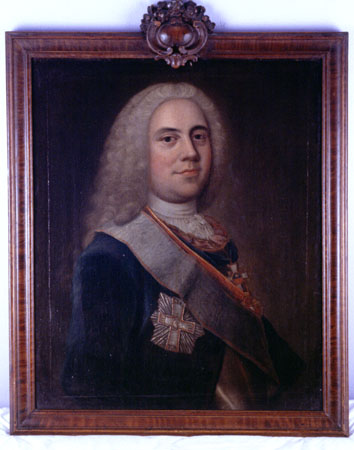
Friedrich von Eyben, zeitgenössisches Porträt

Friedrich von Eyben (* 26. August 1699 in Schleswig; † 7. Juli 1787 in Dassow) war ein deutscher Jurist, Diplomat und Kanzler der königlich dänisch-holsteinischen Regierung in Glückstadt.

## Leben und Wirken
Eyben stammte aus einer Familie von Juristen und Diplomaten; er war der Sohn des Diplomaten Christian Wilhelm von Eyben und Enkel von Hulderich von Eyben und Weipart Ludwig von Fabrice.
Nach juristischen Studien unternahm er gemeinsam mit seinem ein Jahr jüngeren Bruder Christian August eine Kavalierstour. 1738 wurde er Beisitzer am Reichskammergericht in Wetzlar. Ab 1752 leitete er das Kabinett des  Prinzen Wilhelm V. für dessen deutsche Besitzungen Nassau-Diez, Siegen, Dillenburg und Hadamar. 1754 wurde er Wirklicher Geheimer Rat und Oberappellationsgerichtspräsident in Hessen-Kassel, wo er an den schwierigen Verhandlungen nach der Konversion des Erbprinzen Friedrich um die Assekurationsakte beteiligt war, als deren Ergebnis Friedrichs Söhne an den dänischen Hof gebracht wurden.  
1759 trat Eyben in dänische Dienste und wurde Kanzler der Regierung in Glückstadt, die für den königlich-dänischen Anteil am Herzogtum Holstein zuständig war. Hier wurde Helfrich Peter Sturz sein Privatsekretär, den er 1762 in diplomatischer Mission an den Kaiserhof in Wien schickte. Schon 1756 war Eyben im Vorfeld des Siebenjährigen Krieges als Gesandter Dänemarks an den Herzoglich Württembergischen Hof gereist. 
1746 erwarb er von Christian August von Berkentin dessen umfangreiche Besitzungen im Klützer Winkel, darunter Dassow und Lütgenhof.
Er war verheiratet mit Georgine Henriette Dorothea von Schlitz gen. von Görtz (1708–1787), der ältesten Tochter des 1719 in Stockholm hingerichteten Georg Heinrich von Görtz. Da sie kinderlos blieben, adoptierte Eyben seinen Neffen Adolf Gottlieb von Eyben. Das Epitaph des Paares von 1787 befindet sich in der Nikolaikirche (Dassow).
Ein von Johann Heinrich Tischbein gemaltes Doppelporträt von Friedrich von Eyben und seiner Frau ist seit einer Auktion von 1935 verschollen.

## Auszeichnungen
- Dannebrog-Orden